# Хабардина
Хабардина́ — деревня в Качугском районе Иркутской области России. Входит в состав Верхоленского муниципального образования.

## Этимология
Населённый пункт получил своё название от фамилии основателя. По мнению иркутского журналиста и краеведа Геннадия Бутакова, фамилия Хабардин может иметь бурятские корни и переводи́ться как весеннее стойбище, место весенней стоянки (бур. Хабар — весна). Многие казаки, крестьяне, промышленники и другие сибирские первопроходцы первоначально не имели фамилий. Позже в качестве фамилий брались прозвища, а также названия местностей, в которых селились эти люди. Человек, носящий фамилию Хабардин, мог поселиться на месте бурятского весеннего стойбища.

## География
Деревня находится на левом берегу реки Куленга, в 10 км к юго-западу от центра сельского поселения села Верхоленск.

## Население
| 2002 | 2010 | 2011 | 2012 |
| ---- | ---- | ---- | ---- |
| 9    | ↘6   | →6   | →6   |

Гендерный состав
По данным Всероссийской переписи, в 2010 году в деревне проживало 6 человек (3 мужчины и 3 женщины).